# بنك دخان
بنك دخان هو مؤسسة مصرفية تعمل في قطر، تقدم خدماتها للأفراد والشركات من خلال توفير حلول مصرفية حديثة. تأسس البنك نتيجة لعملية اندماج بين بنك بروة وبنك قطر الدولي في عام 2019، مما جعله أحد البنوك المتوافقة مع أحكام الشريعة الإسلامية في الدولة. ويعتمد البنك على خبرات المؤسستين المندمجتين لتقديم خدماته عبر شبكة فروعه المنتشرة في البلاد، حيث يخدم أكثر من 150,000 عميل.  
يستند بنك دخان في أعماله إلى بنية تحتية تشمل الموظفين والتكنولوجيا وحلول البيانات، ما مكّنه من تحقيق حضور واضح في السوق المصرفي القطري. تبلغ قيمة أصول البنك حاليًا 75.4 مليار ريال قطري، ويعتمد أداؤه على نموذج أعمال يركز على التنوع، وتطوير المنتجات والخدمات، وتحسين تجربة العملاء. وتشمل خدمات البنك المصرفية المتوافقة مع الشريعة الإسلامية، إضافة إلى الخدمات المصرفية للأفراد والشركات والمؤسسات الحكومية، وتمويل العقارات، والتمويل المهيكل، وإدارة الثروات والأصول.  
يواصل البنك توسيع نطاق خدماته من خلال التوجه إلى أسواق جديدة، وتقديم حلول مالية رقمية تلبي احتياجات مختلف الفئات. كما يسعى إلى تطوير تجارب مصرفية توفر الأمان والسهولة للعملاء من الأفراد والشركات.

## روابط خارجية
- الموقع الرسمي